# Кібіцрайге
Кібіцрайге (нім. Kiebitzreihe) — громада в Німеччині, розташована в землі Шлезвіг-Гольштейн. Входить до складу району Штайнбург. Складова частина об'єднання громад Горст-Герцгорн.
Площа — 8,7 км2. Населення становить 2202 ос. (станом на 31 грудня 2020).